# 本森 (伊利諾伊州)
本森（英語：Benson）是位於美國伊利諾伊州伍德福德縣的一個村落。

## 地理
本森的座標為40°51′00″N 89°07′18″W / 40.85000°N 89.12167°W，而該地最高點為海拔高度232米（即761英尺）。

## 人口
根據2010年美國人口普查的數據，本森的面積為0.42平方千米，當中陸地面積為0.42平方千米，而水域面積為0.00平方千米。當地共有人口423人，而人口密度為每平方千米1,007人。